# Vasile Theodorokanos
Basil Theodorokanos (în limba greacă: Βασίλειος Θεοδωροκάνος, în limba italiană: Teodoro Cano) a fost catepan bizantin al Italiei pentru o scurtă perioadă, din februarie până în primăvara lui 1043.
Vasile Theodorokanos a fost patrikios și fost camarad de arme al generalului George Maniakes. În continuare, în anul 1042 a fost numit conducătorul unui corp expediționar destinat să ajungă în Apulia și Calabria și să reprime răscoala condusă de către același Maniakes, ca și pe cea a longobardului Argyrus in 1042. În februarie 1043, Vasile a debarcat la Bari. Argyrus și trupele sale italo-normande au încercat să încercuiască Otranto, însă flota noului catepan i-a blocat. Cu toate acestea, Maniakes a reușit să debarce în Balcani, la Dyrrhachium împreună cu armata sa, pentru a porni către Constantinopol. În cele din urmă, Argyrus a încheiat pace cu grecii, după care Theodorokanos a fost înlocuit la comandă de către Eustațiu Palatinos. Mai târziu, Vasile Theodorokanos a comandat flota bizantină în confruntarea împotriva celei a varegilor ruși în cadrul raidului acestora din iulie 1043.